# Автомагістраль А75 (Франція)
Автомагістраль A 75 — автомагістраль у Франції.
Відома також як la Méridienne, це проект розвитку з метою пришвидшення та зниження вартості подорожі автомобілем з Парижа на південь, і окрім віадука Мійо, вона є абсолютно безкоштовною для 340 кілометрів між Клермон-Ферраном і Безьє. Він мав бути завершений навесні 2011 року, але був повністю відкритий у грудні 2010 року.
На південь від Сент-Флур відкривається чудовий вид на віадук Гарабіт.
Значна частина A75 також є частиною європейського маршруту E11.

Віадук Мійо

## Інженерні досягнення

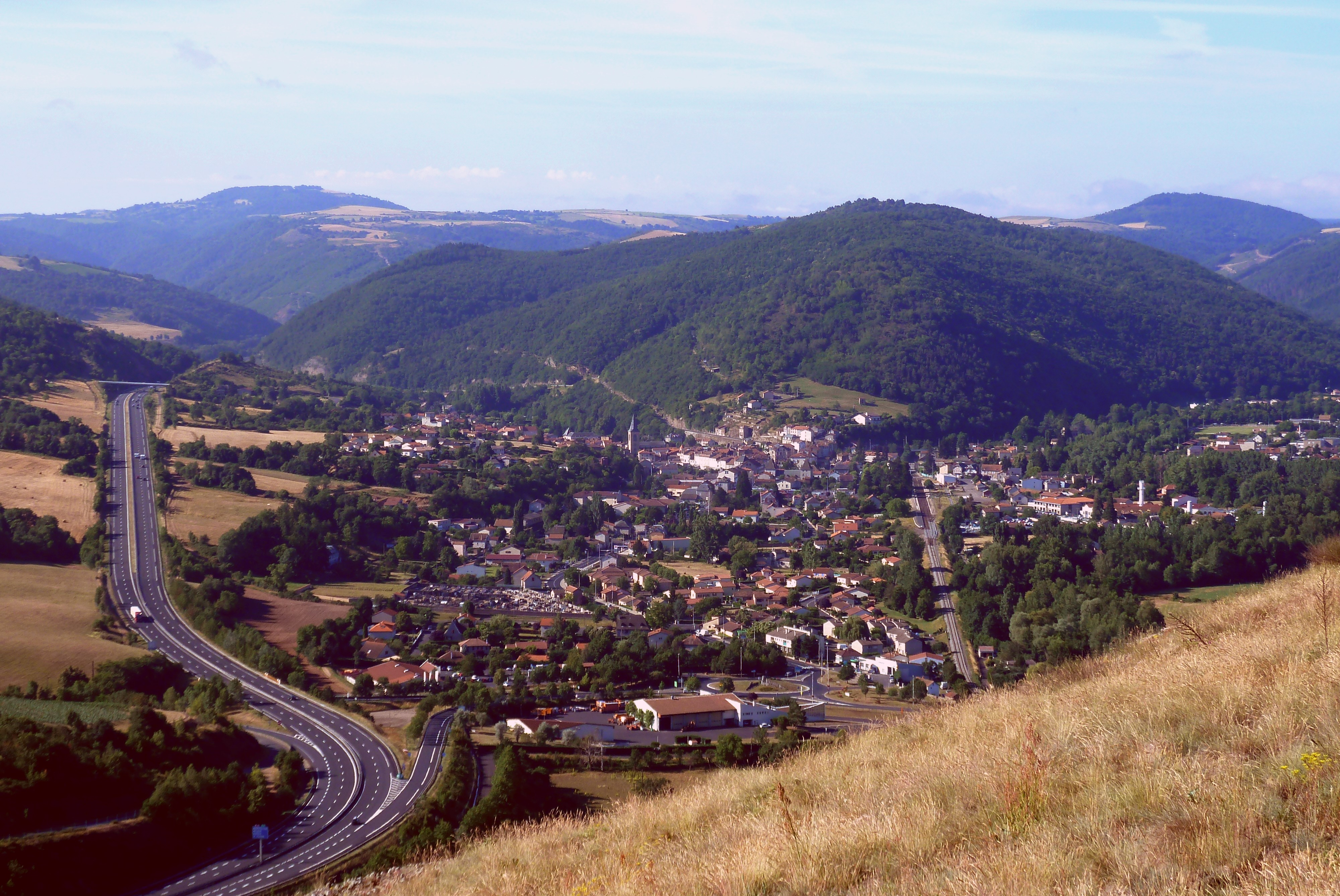
A75 поблизу Maсьяк

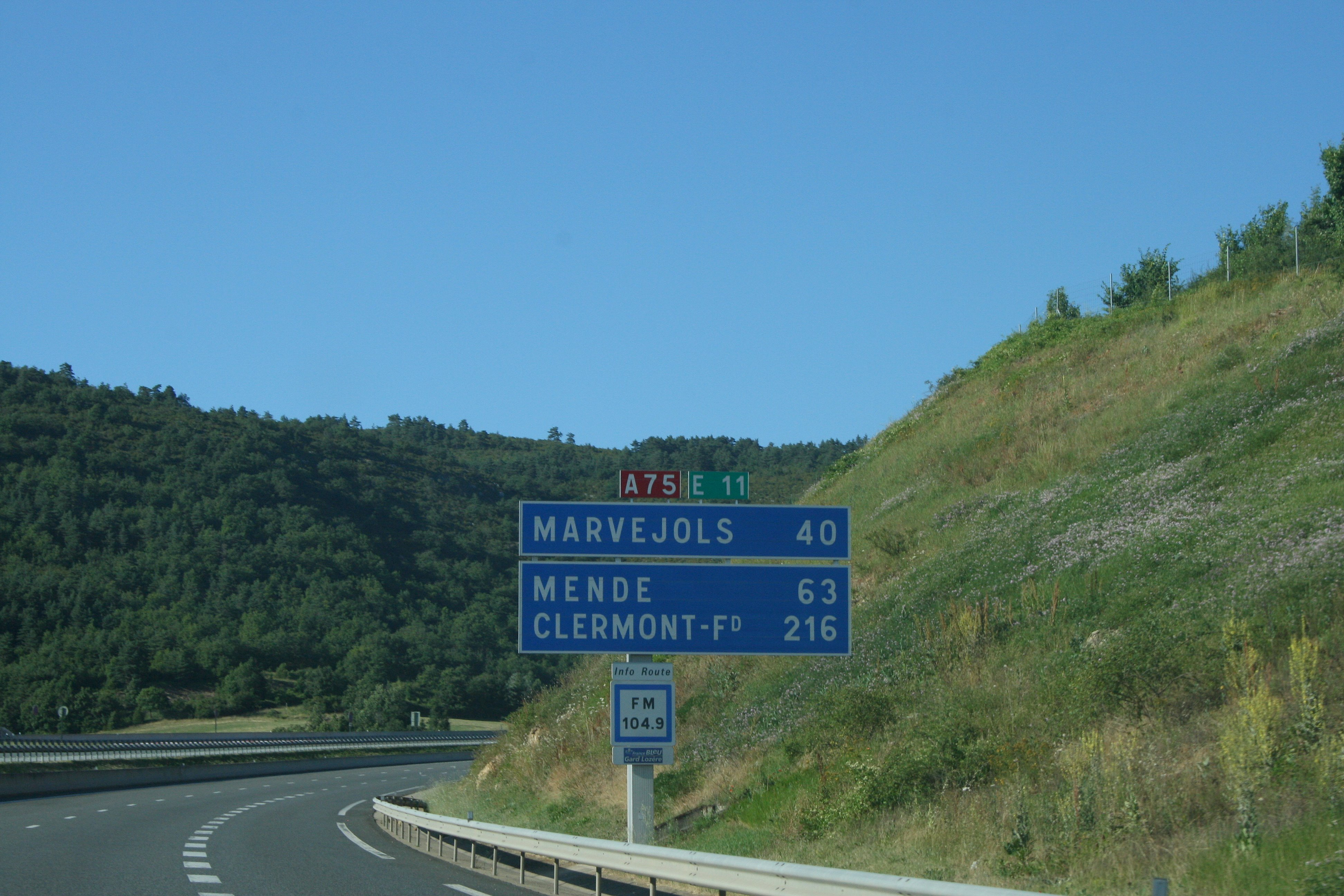

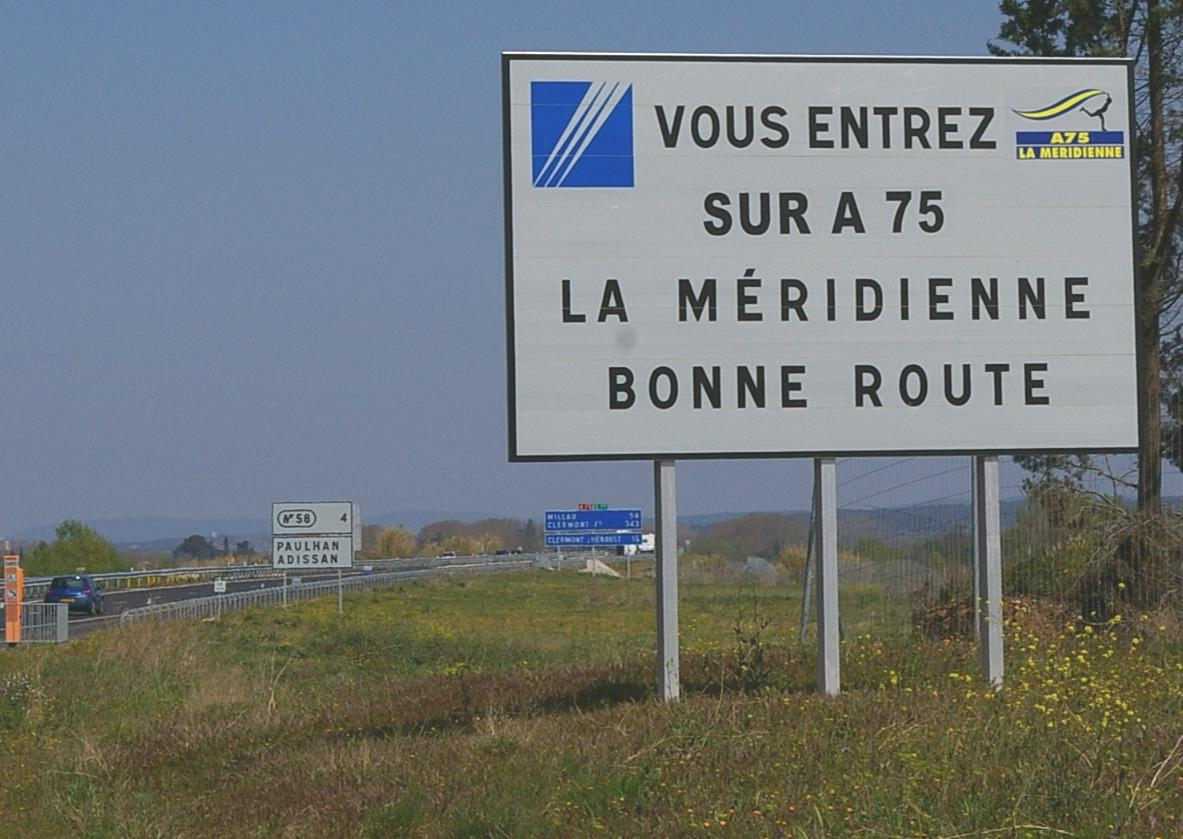
На північ по A75 після перехрестя 59 біля Пезена.
Переклад: Ви виїжджаєте на A75 / La Méridienne / Бажаємо гарної дороги

Будівництво автомагістралі через Центральний масив саме по собі є величезним досягненням. Велика частина автомагістралі проходить на висоті понад 800 м (2600 футів) з 50 км понад 1000 м (3250 футів).
Найвражаючою особливістю є, безсумнівно, віадук Мійо, який веде дорогу через Тарн. Він був побудований за державним контрактом з групою Eiffage, який діє на 75 років. Eiffage збирає плату за погодженими ставками, що робить це єдиною платною ділянкою A75.
Серед інших вражаючих функцій:
Віадуки та мости
- Віадук де Віолетт, 560 м, між розв'язками 21 і 22
- Пон-сюр-ла-Трюйер, 311 м, між розв'язками 30 та 31
- Viaduc du Piou, 414 м, між розв'язками 38 та 39
- Віадук Рікулонг, 342 м, між розв'язками 38 та 39
- Віадук де ла Планшет, 221 м, між розв'язками 38 та 39
- ВіадукВер'єра, 710 м, між розв’язками 44 та 44,1
- Віадук Гарріга, 340 м, між розв'язками 44,1 та 42
- Віадук де Мійо, 2500 м, між розв'язками 45 та 46

Паси
- 990 м між розв'язками 24 та 25
- Коль де ла Фажоль, 1107 м, між розв'язками 26 та 27
- Col des Issartes, 1121 м, найвища точка на A75, між перехрестями 36 і 37
- Коль де ля Фагет, 882 м, між розв'язками 40 та 41
- Col d'Engayresque, 888 м, між розв’язками 44 та 44,1

Тунелі
- Тунель Монтезьє, 616 м завдовжки на висоті 650 м, між розв'язками 39,1 та 40
- Тунель Па д'Ескалетт, 725 м на південь, 830 м на північ, між розв'язками 50 і 51
- Тунель де ла В'єрж, 474 м, між розв'язками 52 та 53

У травні 2007 року розпочато будівництво останньої ділянки автомагістралі A75, що сполучає Пезенас з автомагістраллю A9 приблизно в кілометрі на схід від попереднього східного перехрестя 35 у Безьє. Маршрут на південь від нинішньої дороги D609 Пезенас-Безье в обхід Вальроса був відкритий у лютому 2009 року. Інші секції відкрилися навесні 2010 року. Останній розділ, розрив між Валросом і Сервіаном, був завершений у грудні 2010 року. За словами Сержа Кукульєра, керівника будівельних робіт, затримка була спричинена труднощами, які виникли на ділянці («Les difficultés recontrées sur la section exigent un temps de réalisation plus important»).